# Schafstedt
Schafstedt ist eine Gemeinde im Kreis Dithmarschen in Schleswig-Holstein.

## Geographie

### Geographische Lage
Die Gemeinde Schafstedt liegt auf der Heide-Itzehoer Geest am westlichen Ufer des Nord-Ostsee-Kanals am Abschnitt zwischen Kilometer 22 und 24. Landschaftlich geprägt wird das Gebiet von der Hohen Geest.

### Gemeindegliederung
Die Gemeinde Schafstedt besteht aus den Ortsteilen Schafstedt, Dückerswisch, Hohenhörn, Hanroden, Nordholz, Telsenhof, Schafstedter Feld, Rosenhof und Lurup. Hohenhörn ist zwischen Holstenniendorf und Schafstedt durch den Nord-Ostsee-Kanal geteilt.

## Geschichte
Die Ortsbezeichnung Schafstedt, niederdeutsch „Schapestede“ in der Bedeutung „Stätte der Schafe“, könnte auf den wirtschaftlichen Wert hinweisen, den das Schaf bzw. die Schafhaltung für diesen Ort früher hatte. Eine andere, volkstümliche Deutung des Ortsnamens geht zurück auf „Skafa“, bedeutungsgleich mit Schiff, und könnte sich auf die Verkehrsverbindung über die Holstenau, Wilsterau und Stör in die Elbe (vor dem Bau des Nord-Ostsee-Kanals) beziehen, auf der angeblich aus dem Schafstedter Raum Torf auf dem Wasserwege nach Hamburg gebracht wurde.
Am 1. April 1934 wurde die Kirchspielslandgemeinde Albersdorf aufgelöst. Alle ihre Dorfschaften, Dorfgemeinden und Bauerschaften wurden zu selbständigen Gemeinden/Landgemeinden, so auch Schafstedt.

## Politik

### Gemeindevertretung
Bei der Kommunalwahl am 14. Mai 2023 wurden insgesamt 13 Sitze vergeben. Von diesen erhielt die Kommunale Wählergemeinschaft Schafstedt acht Sitze und der Bürgerblock Schafstedt fünf Sitze.

### Wappen
Die amtliche Blasonierung des 1987 verliehenen Wappens lautet: „In Grün über silbernem Wellenbalken ein silberner Eichbaum zwischen zwei abgewendeten, grasenden silbernen Schafen.“
Das Wappen zeigt ein Schaf und nimmt Bezug auf den Namen der Gemeinde. Den silbernen Wellenbalken nimmt Bezug auf die Flussverbindung nach Hamburg. Das Wappen ist also in doppeltem Sinne ein „redendes“ Wappen. In einer allgemeinen Sinngebung sind die Schafe eher als Zeugnis der agrarwirtschaftlichen Prägung dieses ganz normalen Bauerndorfes gedacht. Der Eichenbaum stellt eine 300 Jahre alte Eiche in der Dorfmitte dar und weist zugleich auf die Bedeutung der Eichengehölze hin, die das landschaftliche Bild dieser Region maßgeblich bestimmen. Die grüne Schildfarbe spiegelt ebenso dieses Landschaftsbild wie die nach wie vor landwirtschaftliche Prägung des Gemeindegebietes wider.

## Sehenswürdigkeiten
In der Liste der Kulturdenkmale in Schafstedt stehen die in der Denkmalliste des Landes Schleswig-Holstein eingetragenen Kulturdenkmale.

## Bilder

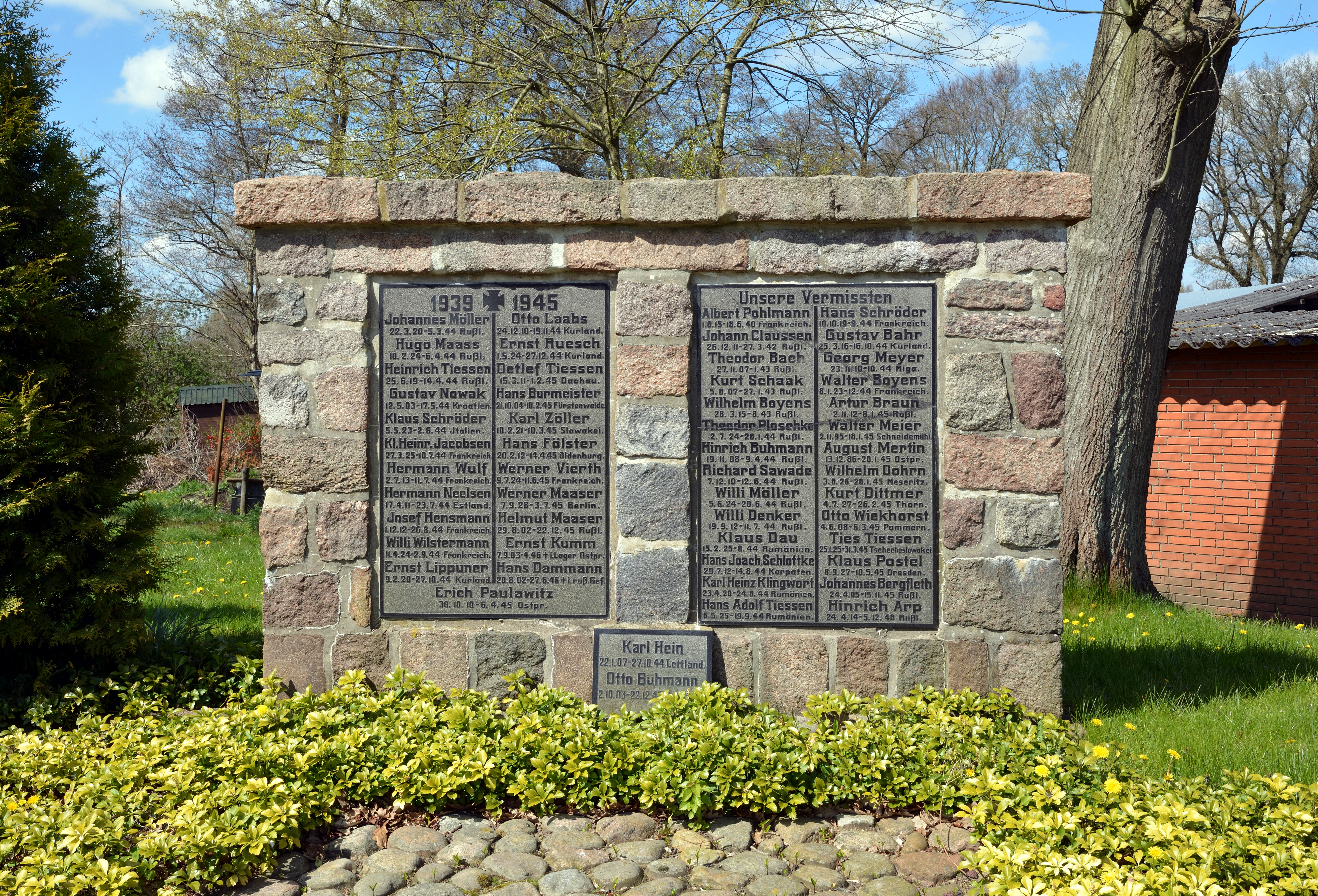
Teil des Ehrenmals